# Рудінілсон Сілва
Рудінілсон Сілва (порт. Rudinilson Silva, нар. 20 серпня 1994, Бісау) — футболіст Гвінеї-Бісау, захисник.

## Біографія

### Клубна кар'єра
Вихованець футбольної академії португальської «Бенфіки», де він грав у юнацьких командах. У середині 2013 року він підписав професійний контракт і був включений до складу резервної команди, за яку і виступав у Сегунді, так і не пробившись до першої команди.
22 серпня 2014 року приєднався до польської «Лехії», проте і тут не став основним гравцем, зігравши за два роки лише 5 матчів в Екстракласі і влітку 2016 року покинув клуб на правах вільного агента.

### Збірна
Рудінілсон в 2012 році зіграв 2 матчі в складі збірної Португалії до 18 років. У 2012-2013 роках він виступав у збірній U-19, за яку 15 ігор. Він з нею брав участь в чемпіонаті Європи 2013 року, де Португалія дійшла до півфіналу, поступившись по пенальті Сербії. У 2013 році він зіграв один матч в складі молодіжної збірної Португалії до 20 років.
5 липня 2014 року отримав виклик до національної збірної Гвінеї-Бісау. 19 липня дебютував у її складі в матчі проти Ботсвани (0:2) в рамках відбору на Кубок африканських націй в 2015 році..
У складі збірної був учасником Кубка африканських націй 2017 року у Габоні.